# Haganah
 (septembre 2017).
Si vous disposez d'ouvrages ou d'articles de référence ou si vous connaissez des sites web de qualité traitant du thème abordé ici, merci de compléter l'article en donnant les références utiles à sa vérifiabilité et en les liant à la section « Notes et références ».
La Haganah (hébreu : הַהֲגָנָה, lit. La défense) était la principale organisation paramilitaire de la population juive (« Yishouv ») en Palestine mandataire entre 1920 et 1948, lorsqu'elle est devenue le noyau de l'armée israélienne Tsahal. 
Formé à partir de milices antérieures, son objectif initial était de protéger les colonies juives contre les défenses arabes autochtones, lors des émeutes de 1920, 1921, 1929 et pendant la révolte arabe de 1936-1939 en Palestine. Elle était sous le contrôle de l'Agence juive, l'organisme gouvernemental officiel chargé de la communauté juive de Palestine pendant le mandat britannique. Au printemps 1939, la Haganah comptait près de 21 000 hommes. Jusqu'à la fin de la Seconde Guerre mondiale, les activités de la Haganah étaient modérées, conformément à la politique de havlagah (« auto-modération »), qui provoqua la scission de l'Irgoun et du Léhi, plus radicaux. Le groupe a reçu un soutien militaire clandestin de la Pologne. La Haganah cherchait à coopérer avec les Britanniques en cas d'invasion de la Palestine par l'Axe à travers l'Afrique du Nord, ce qui conduisit à la création de la force opérationnelle Palmach en 1941. La Haganah se met également au service de la sécurité britannique pour traquer les militants du Lehi et de l’Irgoun. 
Avec la fin de la Seconde Guerre mondiale et le refus britannique d'annuler les restrictions du Livre blanc de 1939 sur l'immigration juive, la Haganah s'est tournée vers des activités de sabotage contre les autorités britanniques, notamment en posant des bombes sur des ponts, des voies ferrées et des navires utilisés pour déporter des immigrants juifs illégaux, ainsi qu’en aidant à amener des Juifs en Palestine au mépris de la politique britannique. Après que les Nations unies ont adopté un plan de partition de la Palestine en 1947, la Haganah est devenue la plus grande force combattante parmi les Juifs palestiniens, battant avec succès les forces arabes pendant la guerre civile. Peu de temps après la déclaration d'indépendance d'Israël et le début de la guerre israélo-arabe de 1948, la Haganah fut dissoute et devint l'armée officielle de l'État.

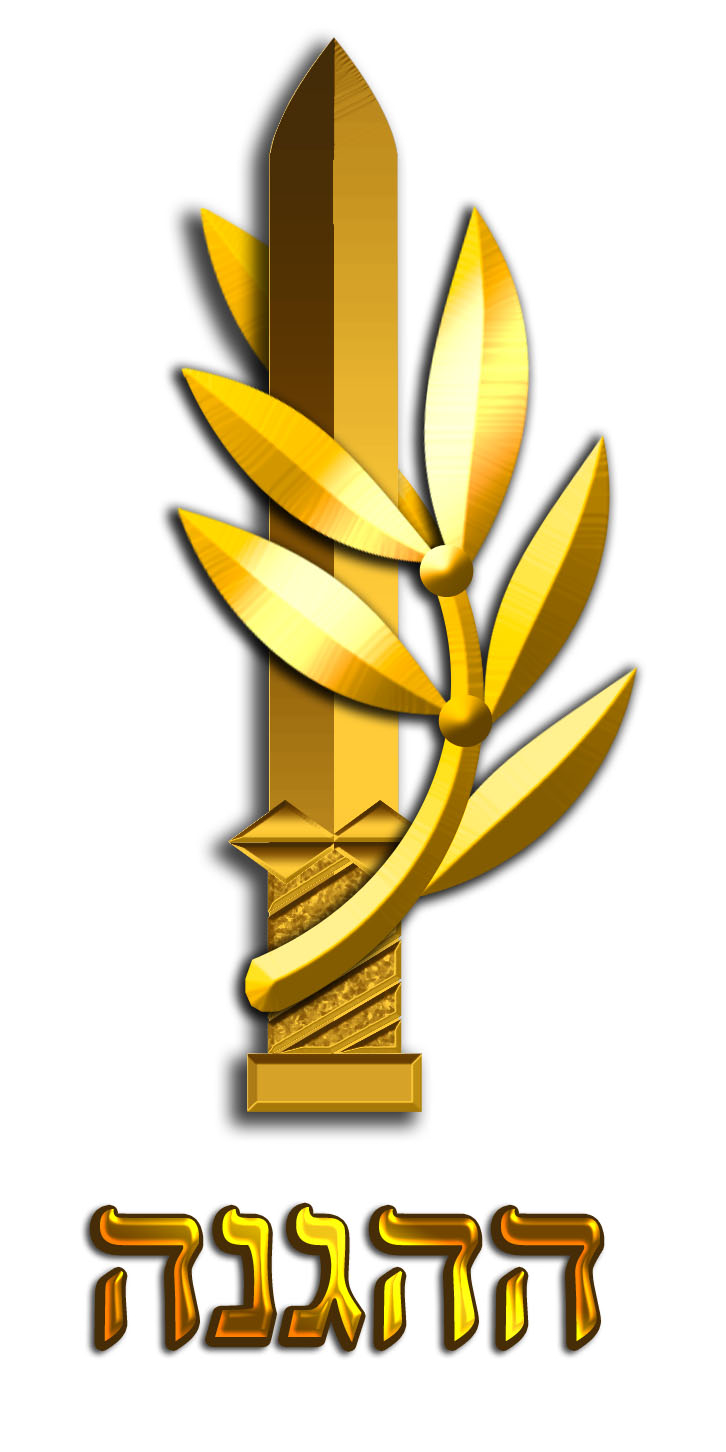
Symbole de la Haganah

## Origines

### Autodéfense juive en Russie tsariste
La Russie tsariste a connu plusieurs vagues de pogroms (émeutes violentes) anti-juives. Les deux plus importantes sont celles de 1880-1881 et de 1903-1906. À la suite de ces violences, dès 1902, des organisations d’autodéfense juives commencent à apparaître, dans le but de protéger les communautés juives (notamment Hashomer Hatzaïr). Certains des créateurs de la Haganah sont des anciens de l’autodéfense juive de Russie. Vladimir Jabotinsky participera ainsi après 1903 à la création de tels groupes dans l’empire russe, avant d’être impliqué dans la création de la Haganah à Jérusalem, en 1920.
L'Organisation sioniste Haganah (en hébreu הגנה, signifiant défense) a été fondée en 1921 dans la ville de Jérusalem. C'est un bloc militaire sous mandat britannique sur la Palestine dans la période précédant la déclaration de l'État d'Israël. Sa création avait pour but de défendre les vies et les biens des colonies juives en Palestine en dehors du champ d'application du mandat britannique. L'organisation a atteint un degré d'organisation qui l'a qualifiée de pierre angulaire de l'armée israélienne actuelle.

### Hachomer
Dans la tradition des groupes d’autodéfense juive de Russie, un petit groupe de militants du Poale sion créent en Palestine alors ottomane le Hachomer (« la garde ») en 1909, premier groupe clandestin d’autodéfense juive.

### Légion juive
Pendant la Première Guerre mondiale, Vladimir Jabotinsky et Joseph Trumpeldor, deux leaders sionistes, parviennent à obtenir des Britanniques la création d’unités militaires juives, restées dans l’histoire sous le nom de légion juive. Après guerre, les organisations sionistes de gauche et de droite essayeront d’obtenir des Britanniques le maintien de ces unités en Palestine pour défendre la communauté juive. L’afflux d'immigrants juifs crée en effet de vives tensions avec les nationalistes palestiniens arabes. La dissolution de la légion juive en 1919 sera donc mal vécue. La création de la Haganah répond en partie à cette dissolution.

## Création et années 1920
La Haganah organise des gardes et des patrouilles autour des localités juives, des kibboutz et des moshav du Yishouv.
La Haganah disposait de son propre service de renseignements, le Shai, dès les années 1920.

## Scission avec la Haganah nationale (1929-1937)

### Unité
L’Agence Juive supervise la Haganah, constitué à parts égales de six membres politiques : trois représentant la « gauche » (dont Eliyahou Golomb et Dov Hoz (en)) et trois représentant la « droite » (dont Saadya Shoshani et Yissaschar Sidkov).
La direction de la gauche socialiste, qui tenait la Histadrout fusionne au sein du Mapaï, en 1930. Le Mapaï a alors pris la direction de l’Agence juive et de l’Organisation sioniste mondiale, en alliance avec les centristes libéraux (sionistes généraux).
David Ben Gourion a dirigé la Histadrout de 1921 à 1935 (et donc la Haganah jusqu’en 1931). C’est lui qui prend la direction de l’Agence Juive de 1935 à 1948 (et donc de nouveau de la Haganah).

### Division

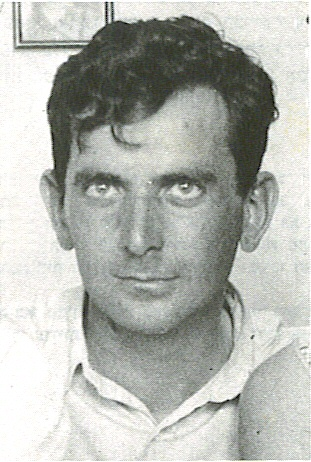
Avraham Tehomi.

La Haganah avait développé une doctrine d’utilisation de la force armée, baptisée la « Havlagah » (retenue), pour la défense lors des attaques arabes.
Bien souvent, les attaquants ne pouvaient être identifiés, et un courant est apparu au sein de l’organisation, prônant des représailles contre les populations « soutenant » les attaquants, c’est-à-dire potentiellement contre tout civil arabe palestinien.
En 1931, ce courant quitte la Haganah, emmené par le chef de celle-ci, Avraham Tehomi.
La nouvelle organisation prend le nom de Haganah Beth (Haganah « B »), avant de se renommer « Haganah Nationale ». Assez rapidement, un autre nom commence à être utilisé « Irgoun Zvaï Leumi » (organisation militaire nationale), et deviendra exclusif en 1937.

## Grande révolte arabe et renforcement de la Haganah (1936-1939)

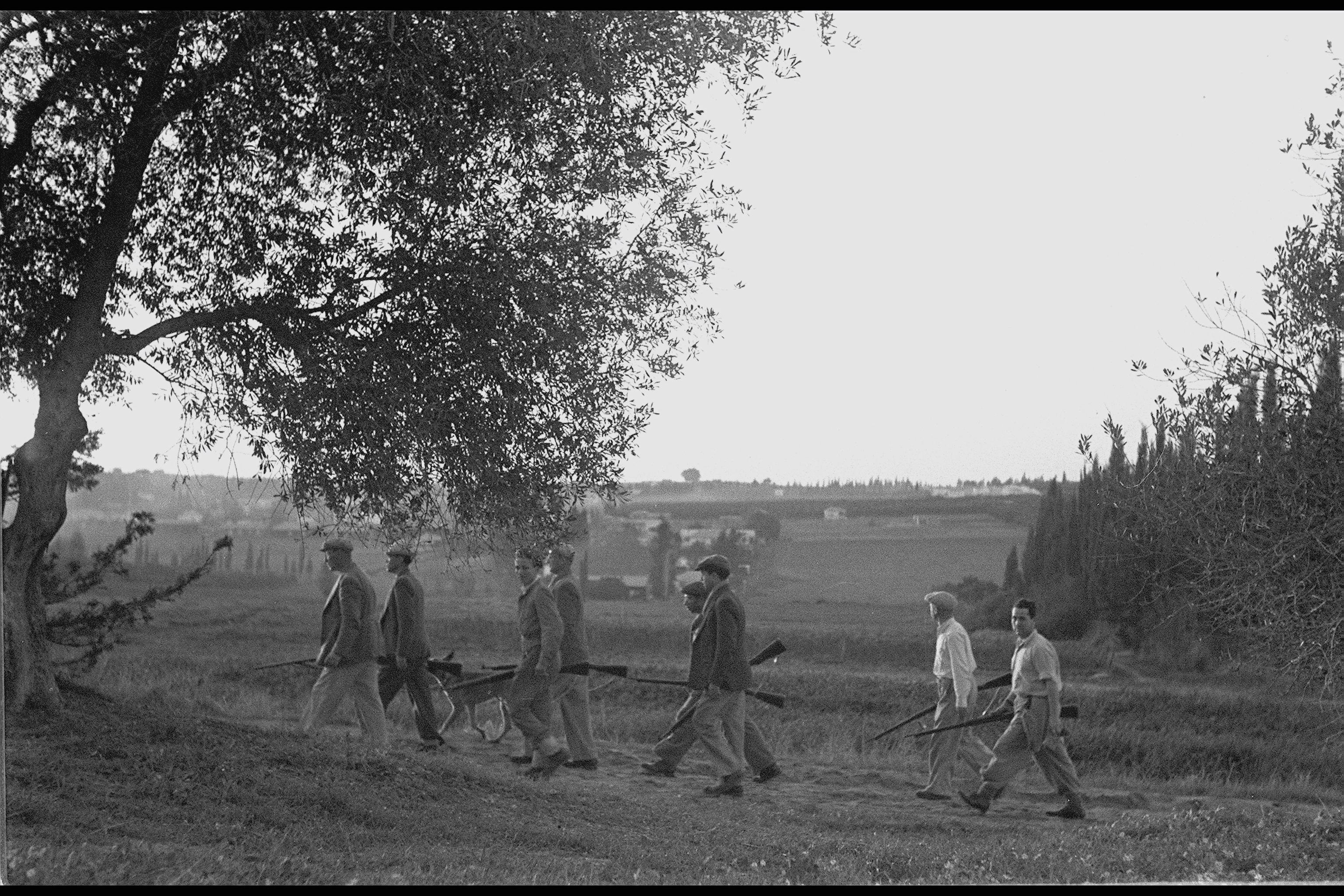
Une patrouille des membres de la Haganah avec des résidents volontaires aux alentours de Kfar Saba

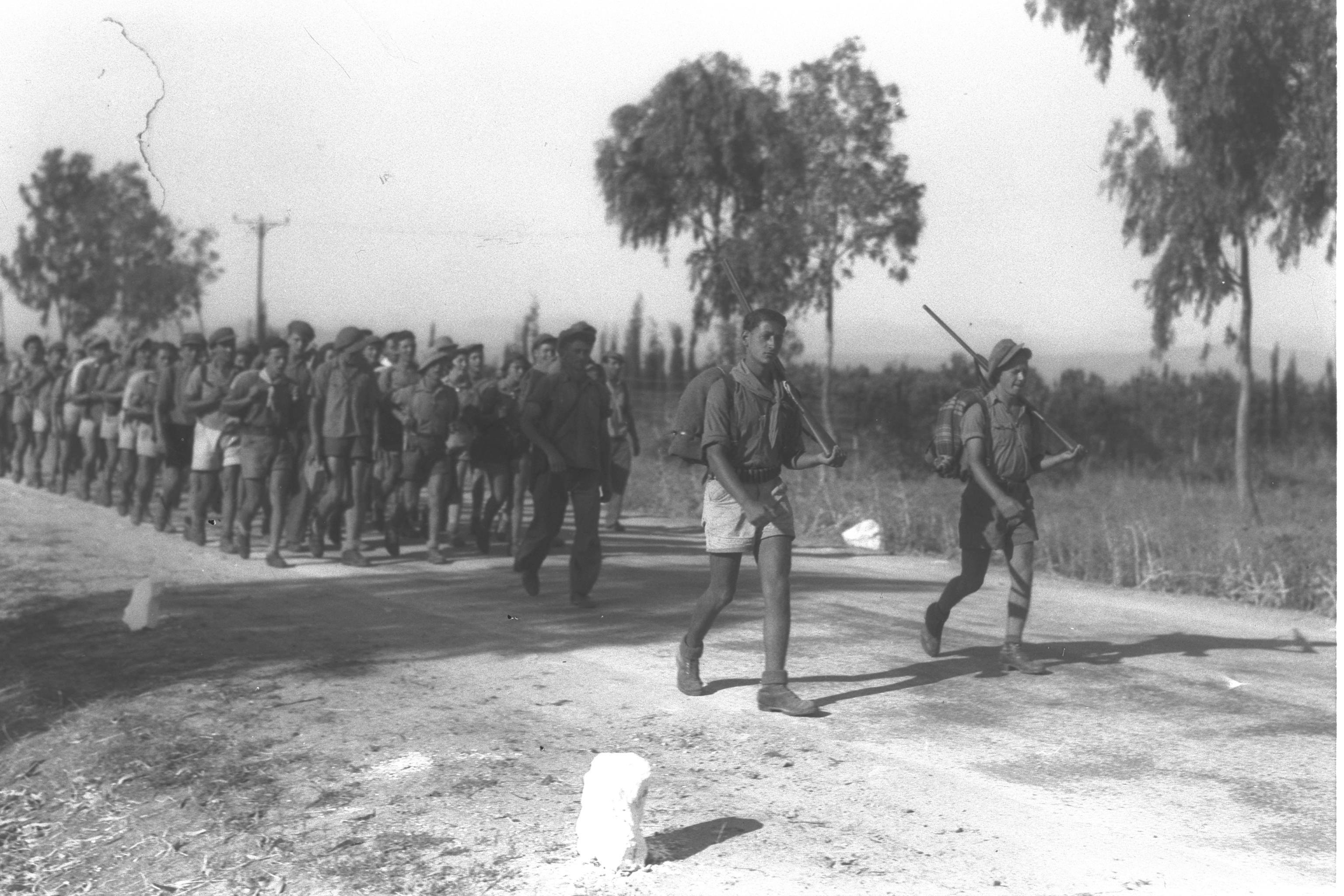
Jeunes combattants de la Haganah près d'Afula en 1939

### Renforcement militaire de la Haganah

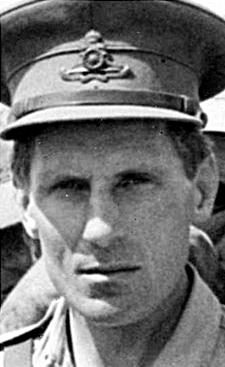
Orde Charles Wingate.

La Haganah se montre assez efficace pour bloquer les attaques arabes, sécuriser les points isolés, et lancer des raids de représailles contre les militants nationalistes arabes. Elle attire donc des nouveaux membres, et compte bientôt des dizaines de milliers de membres (dont seulement une minorité sont des combattants stricto sensu). Elle coopère également de façon quasi ouverte avec les Britanniques, qui s’appuient largement sur elle et sur ses réseaux de renseignements dans la répression du nationalisme arabe palestinien. C’est l’époque des Special Night Squads, une unité juive officielle dirigée par le major britannique Orde Charles Wingate, un sympathisant sioniste. Officiellement, les membres des SNS n’étaient pas membres de la Haganah, mais en pratique beaucoup l’étaient.
Wingate leur transmet les techniques d’embuscades et de représailles qu’il a mis au point au Soudan.
Il n’y a pas à cette époque de combattants « permanents » de la Haganah, à part l’état-major. Les officiers et les combattants ont une activité professionnelle (souvent dans la police auxiliaire juive, " Notrim", ou les kibboutz), mais sont mobilisables à tout moment en cas de besoin.

### Scission de la Haganah nationale
Devant la montée en puissance de la Haganah, même « limitée » par la Havlaga, une partie de la Haganah nationale décide de rallier la Haganah pour offrir un front commun aux attaques arabes. À partir de 1936, Avraham Tehomi engage des négociations en ce sens. Il est convoqué à Paris par Vladimir Jabotinsky, qui exige de lui un ralliement officiel au Révisionnisme et à son autorité politique. Tehomi accepte, mais passe finalement à la Haganah en 1937 avec une bonne partie de ses troupes. La Haganah est renforcée, tant politiquement qu’en nombre de combattants.

## Seconde Guerre mondiale

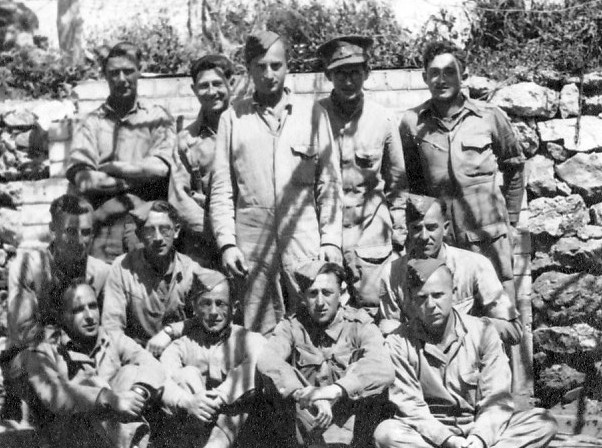
Combattants avec l'uniforme britannique

En 1939, la grande révolte arabe est vaincue. Mais les Britanniques décident de chercher un terrain d’entente avec le nationalisme arabe. 1939 est l’année du « livre blanc », par lequel les Britanniques imposent des limitations à l'immigration juive.
David Ben Gourion déclare peu après le début de la guerre « Nous aiderons les Britanniques dans la guerre comme s’il n’y avait pas de Livre blanc et nous lutterons contre le Livre blanc comme s’il n’y avait pas la guerre ».
La Haganah crée un département d’immigration clandestine, chargé de faire entrer clandestinement des Juifs dans le pays : le Mossad Leʿaliyah Bet. L’organisation fille de la Haganah fera entrer des dizaines de milliers de juifs entre 1939 et 1948 (avec une quasi-interruption entre 1942 et 1945 du fait de la guerre). Mais cette action est entachée par l'attentat organisé contre le Patria, qui le 25 novembre 1940 coule dans le port d'Haïfa ce paquebot en partance pour l'île Maurice avec des centaines de réfugiés juifs à son bord, plutôt que de seulement empêcher son voyage. 267 gens meurent.
Parallèlement, l’Agence juive et la Haganah coopèrent à l’effort de guerre britannique contre le nazisme. Des dizaines de milliers de Juifs s’engagent dans les forces britanniques. Ils seront organisés au sein d’une unité spécifique, la « brigade juive », en 1944. La Haganah profitera à plein de cet entraînement militaire, favorisant l’engagement de ses militants.
La Haganah utilisera encore le soutien britannique pour se créer une force d’élite, mais cette fois sous son commandement propre. Abréviation pour « Pelougoth Makahaz » (groupes d’assaut), le Palmach a été créé par la Haganah à la demande du Royaume-Uni, le 19 mai 1941. Les Britanniques craignaient en effet une invasion de la Palestine par les troupes du Maréchal Erwin Rommel, et tentait de mobiliser un maximum de forces. Le Palmach sera l’unité d’élite de la Haganah, largement recrutée au sein de l’extrême gauche des Kibboutzim. Elle comptera dans ses rangs des personnes comme Ygal Allon (futur ministre), Moshe Dayan (futur chef d’état-major et futur ministre), Rehavam Ze’evi (futur ministre et dirigeant du parti d’extrême droite Moledet) ou Yitzhak Rabin (futur chef d’état-major et premier ministre).
Grâce au Palmach et à la « Brigade Juive », la Haganah est au sortir de la guerre dans une position bien plus forte encore qu’en 1939.

## «Saison» (1944-1945)

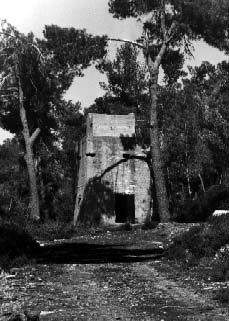
Un lieu d’internement secret de la Haganah, pendant « la saison ».

En février 1944, l’Irgoun, dont Menahem Begin a pris la direction en 1943, décide de rompre le cessez-le-feu qu’elle respectait avec les Britanniques depuis 1940. Pour l’Irgoun, la guerre est gagnée par les alliés. La question qui se pose maintenant est celle de la création d’un État juif, à laquelle les Britanniques s’opposent formellement depuis 1939.
Les premières actions de l’Irgoun suscitent la désapprobation du Yichouv. La Haganah commence à gêner les actions de l’Irgoun. Vers la fin de 1944, les actions violentes de l’Irgoun s’accentuent : des soldats et des policiers britanniques sont assassinés. La direction de l’Agence juive décide alors en novembre 1944 de durcir son attitude, et lance « la saison de la chasse au terroriste », restée dans l’histoire d’Israël comme « la saison ». Celle-ci dure jusqu’en juillet 1945. La Haganah traque les membres de l’Irgoun. Des centaines seront livrés aux Britanniques. D’autres sont enlevés et interrogés, parfois torturés. L’Irgoun doit arrêter l’essentiel de ses opérations. Menahem Begin interdit les représailles, empêchant le basculement dans la guerre civile.

## Affrontement avec les Britanniques (1945–1947)

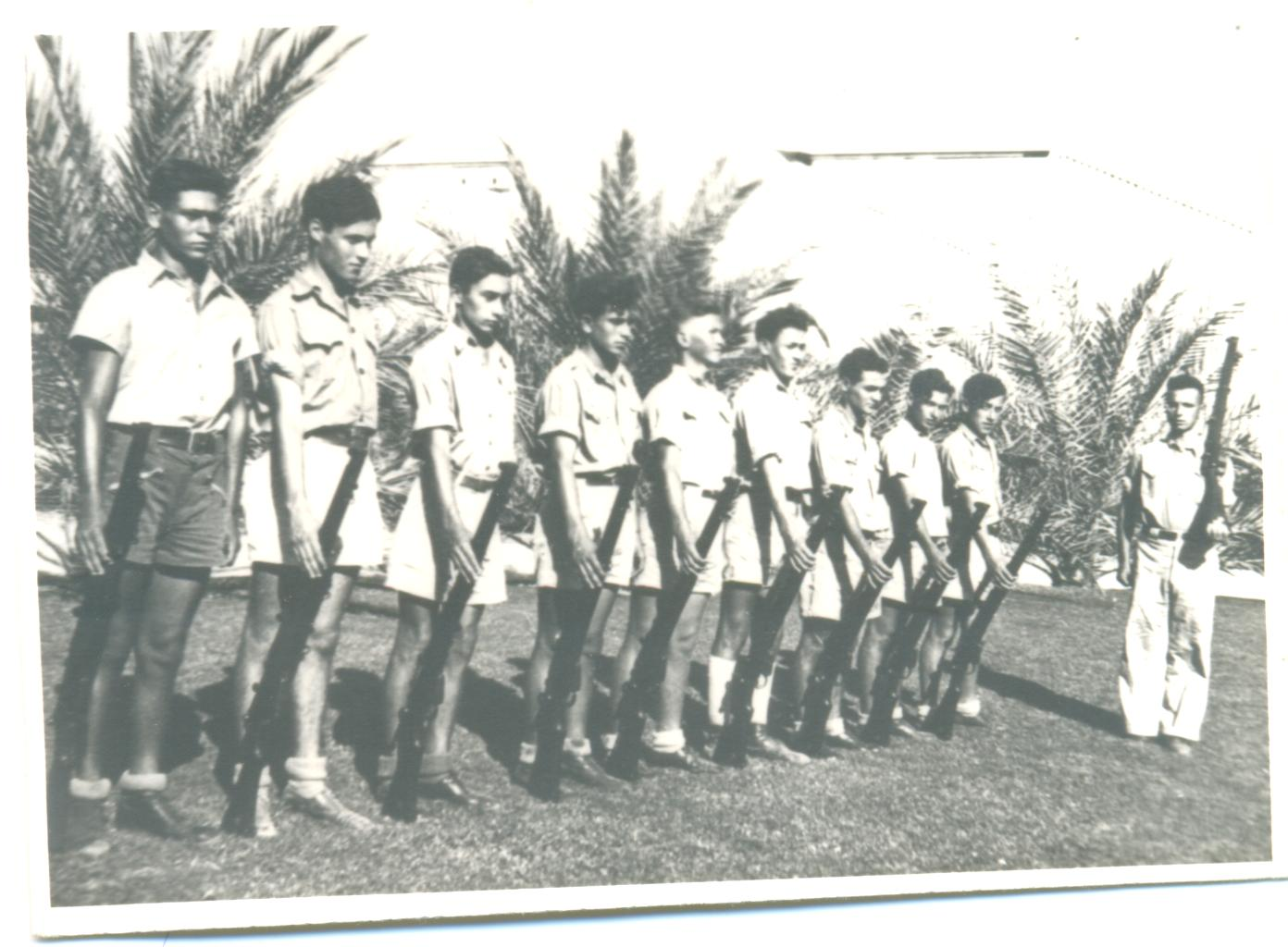
Exercice de troupes dans un endroit caché durant le mandat britannique

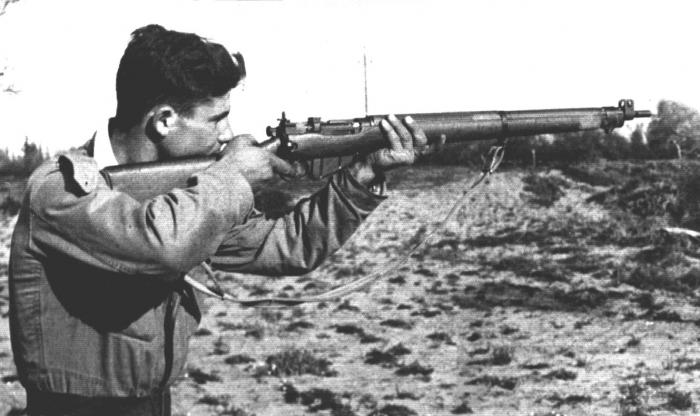
Entraînement au tir

Après la fin de la guerre en Europe en mai 1945, la crise des réfugiés éclate. Des centaines de milliers de survivants de la Shoah tentent de quitter l’Europe, vers l’Amérique ou la Palestine mandataire. Les Britanniques s’opposent formellement à cette dernière destination. La crise est immédiate et rapide. Le Mossad Leʿaliyah Bet reprend ses actions à grande échelle, et la Haganah arrête « la saison » dès l’été 1945. Dans la nuit du neuf au dix octobre, des escouades du Palmah attaquent le camp de détention britannique d'Atlit et libèrent deux cent huit migrants illégaux. À compter du second semestre 1945, alors que le drame des réfugiés s’accroît, et que la colère du Yichouv contre le Royaume-Uni devient énorme, la Haganah décide de passer un accord avec l’Irgoun et sa dissidence radicale, le Lehi. Ce sera le Mouvement de Rébellion hébraïque.
Pour la première fois, la Haganah prend les armes contre ses anciens alliés et son opération la plus spectaculaire aura lieu le 17 juin 1946 lorsqu'elle fait sauter onze ponts reliant la Palestine à la Transjordanie, la Syrie, le Liban et l'Égypte. En réponse, les Britanniques lancent l'opération Agatha. Pendant quinze jours, les forces de sécurité fouillent les villes juives et les implantations rurales à la recherche d'armes et quatre membres de l'exécutif de l'Agence juive, dont Moshé Sharett, sont arrêtés. Mais globalement, ils échouent à affaiblir la Haganah dont le service de renseignement avait réussi à être informé à l'avance des opérations à son encontre.
Si le Lehi et l’Irgoun n’hésitent pas à combattre les Britanniques, la Haganah se limite à des sabotages en essayant d’éviter les morts. Le 22 juillet 1946, l’Irgoun fait sauter le siège de l’administration britannique, l’hôtel King David. Il y a quatre-vingt-onze morts, dont de nombreux civils juifs et arabes. L’Irgoun avait prévenu les autorités de l’explosion et escomptait une évacuation. Mais la condamnation est importante dans le Yichouv, et la Haganah décide de rompre son alliance. Elle continuera à s’opposer aux Britanniques, mais dans le cadre d’une guérilla bien moins violente que celle de l’Irgoun et du Lehi.
En fait, la Haganah se concentre de plus en plus sur l’immigration clandestine, à travers le Mossad Leʿaliyah Bet. Il s’agit de faire rentrer des réfugiés dans le pays, mais aussi de provoquer une crise politique internationale majeure sur cette question. Des dizaines de milliers de réfugiés amenés par la Haganah sont placés en camps d’internement par les Britanniques, provoquant une vive réprobation internationale. Le point culminant de cette crise des réfugiés sera atteint en 1947 avec l’affaire de l’Exodus. Le succès politique remporté par la Haganah dans cette affaire jouera un certain rôle dans la décision des Nations unies de créer un État juif.

## Guerre israélo-arabe (1947-1948)

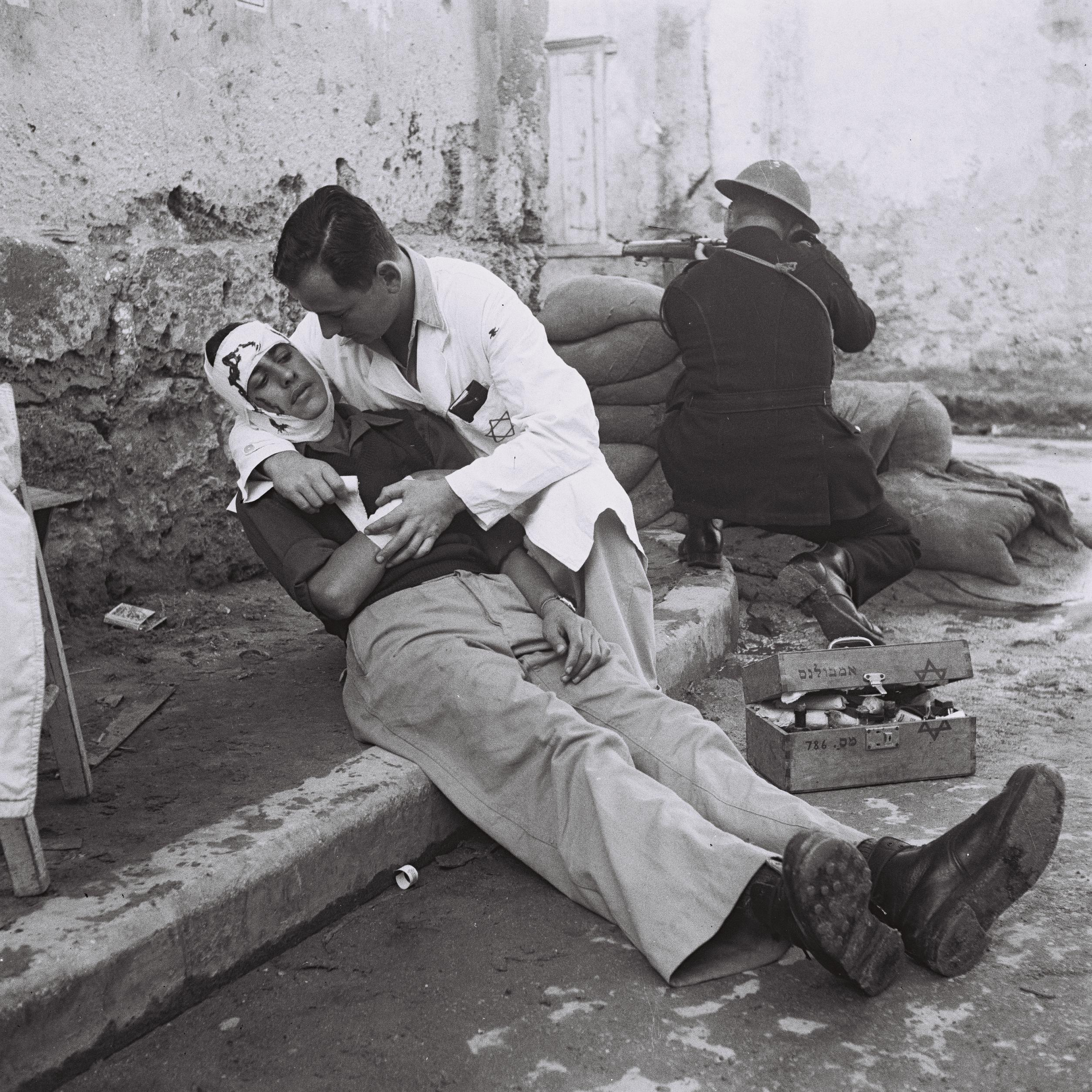
Combattant de la Haganah blessé à Tel Aviv en 1947

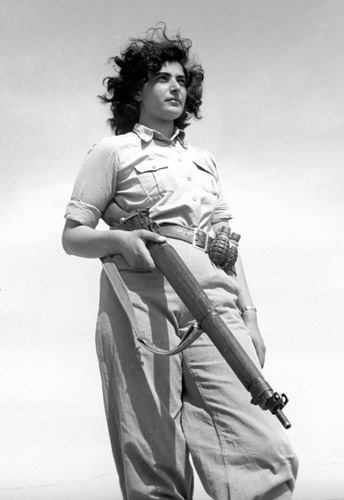
Femme combattante de la Haganah

À l’été 1947, les Britanniques décident de rendre leur mandat sur la Palestine à l’ONU. Celle-ci forme une commission d’enquête, l’UNSCOP (United Nations Special Committee on Palestine), qui commence à travailler sur un Plan de partage de la Palestine entre un État juif et un État arabe.
Dès cette date, David Ben Gourion, président de l’Agence juive et donc chef politique de la Haganah, ordonne à celle-ci de se préparer à une guerre contre les États arabes. Des armes commencent à être achetés à travers l’Europe ou l’Amérique du Nord, y compris des armes lourdes. Certaines sont amenées en Palestine (clandestinement, car les Britanniques s’y opposent), d’autres stockées à l’étranger en attendant de pouvoir être amenées en Palestine. Elles le seront après la création d’Israël, le 15 mai 1948. La Haganah noue en particulier des relations fructueuses avec l’Union soviétique. Staline souhaite en effet le départ des Britanniques de la région, et a décidé de soutenir le mouvement sioniste dans cet objectif.
Israël est créé par un vote des Nations unies le 29 novembre 1947. La proclamation officielle de l’État est prévue pour le 15 mai 1948.
Du 30 novembre 1947 au 15 mai 1948 commence une guerre civile entre Arabes et Juifs vivant en Palestine. Les forces britanniques, présentes dans le pays et censées y maintenir l’ordre se montrent largement passives. Londres ne veut pas soutenir les Arabes de Palestine (les États-Unis, l'Union Soviétique, la France ont voté à l'assemblée générale de l'O.N.U. le 29 novembre 1947 en faveur de la création d'un Etat juif et d'un Etat arabe, sur la base du territoire alors sous contrôle britannique), mais des centaines de Britanniques ont été tués entre 1944 et 1947 par les organisations sionistes armées (surtout l’Irgoun et le Lehi) et l’hostilité au sionisme reste vive.
La guerre civile en 1947 et 1948 va se dérouler en deux étapes :

De la fin novembre 1947 à la fin mars 1948, la Haganah est dans une posture défensive face aux attaques arabes qui se développent. Les villes et villages juifs maintiennent difficilement leurs communications, les routes étant particulièrement visées par les attaques.

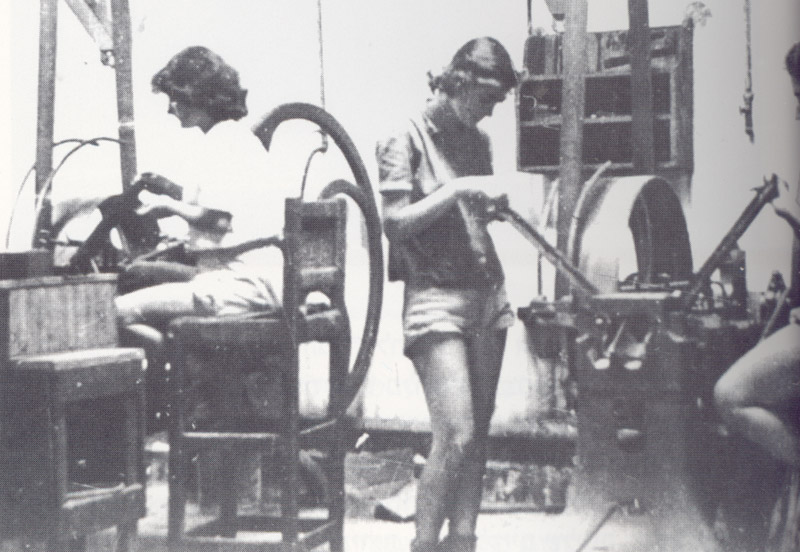
Production de munition

À partir de la fin mars 1948 jusqu’au 15 mai, la Haganah lance une série d’offensives dans la bande côtière et autour de Jérusalem. Les forces arabes palestiniennes sont vaincues et les zones juives sont sécurisées. Les populations arabes commencent à partir, de gré ou de force ; les destructions de villages arabes commencent et se termineront à la fin de l'année 1948.
À la mi-mai 1948, la Haganah a pris le dessus. Elle aligne environ vingt mille hommes, dont environ cinq mille combattants d’élite du Palmach. Le commandement est unifié et la disponibilité en armes légères est bonne. Les armes lourdes sont par contre encore peu nombreuses. Elles arriveront surtout après la création de l'Etat d'Israël, le 14 mai 1948 et proviennent notamment de Tchécoslovaquie et de France.
Après la création de l’État, l’armée israélienne est officiellement créée par l'ordonnance n°6 du gouvernement israélien le 26 mai 1948. La Haganah disparaît alors. Elle participe à la création de Tsahal avec le Lehi, officiellement dissous le 28 mai, et l’Irgoun, qui est intégré à compter du 11 juin (sauf pour les sections de Jérusalem, qui ne sont pas dissoutes, en raison notamment du statut prévu pour Jérusalem, lors du plan de partage de la Palestine, voté par l'Assemblée générale de l'Organisation des Nations unies le 29 novembre 1947). Mais ceux-ci n’alignent que respectivement environ mille et cinq mille combattants, qui plus sont tenus en suspicion par le nouveau gouvernement de David Ben Gourion pour leurs activités « terroristes » passées et pour leurs orientations politiques droitières. La nouvelle armée israélienne sera donc constituée essentiellement autour de la Haganah. Celle-ci devra maintenant affronter non plus les groupes arabes armés de Palestine, mais les armées des pays arabes limitrophes, à compter du 15 mai 1948.

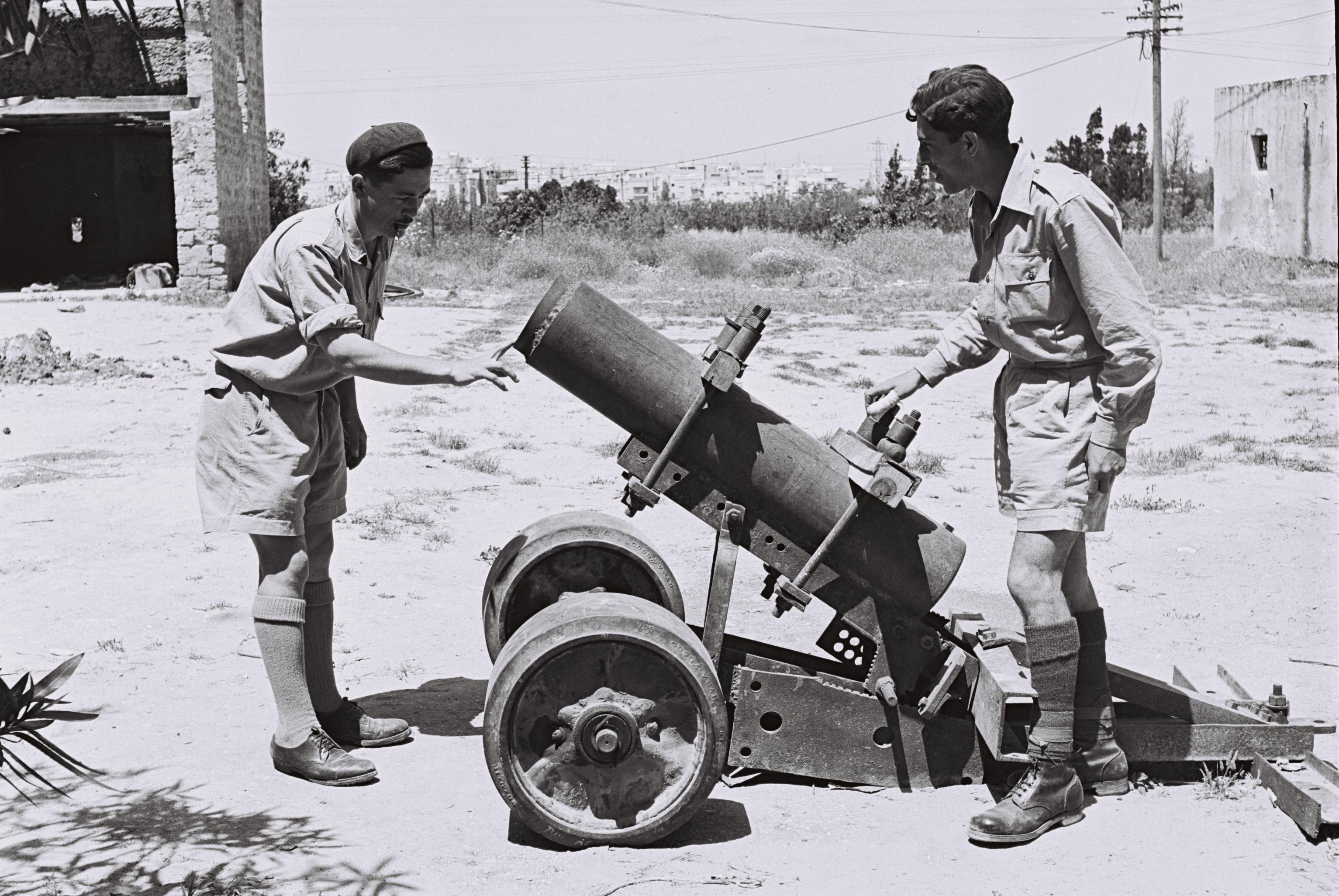
Un canon de fortune de la Haganah, mai 1948.

Après la première trêve de la guerre d’indépendance (11 juin 1948 - 8 juillet 1948), Ben Gourion décide de dissoudre les trois brigades du Palmach, par décision administrative prise le 27 novembre 1948 : en effet, il considère que les membres du Palmach sont trop à gauche et proches des partis en train de se regrouper dans le Mapam. Ben Gourion est alors le chef du parti travailliste (Mapaï), principal parti politique du jeune Etat d'Israël. Les anciens membres des unités d'élite du Palmach sont répartis dans les autres unités de Tsahal.
En 2022, Benny Morris et Benjamin Kedar publient dans la revue historique universitaire britannique Middle Eastern Studies leurs travaux indiquant l'usage d'armes biologiques par la Haganah, en 1948. Ils indiquent notamment l'empoisonnement de puits de villages palestiniens,.